# Culicoides albicans
Culicoides albicans är en tvåvingeart som först beskrevs av Johannes Winnertz 1852.  Culicoides albicans ingår i släktet Culicoides och familjen svidknott. Inga underarter finns listade i Catalogue of Life.